# 타타르산수소포타슘
타타르산수소포타슘(Potassium bitartrate)은 화학식 KC4H5O6을 갖는 포도주 양조의 부산물이다. 중타르타르산칼륨, 중타타르산칼륨으로도 부른다. 타타르산의 칼륨 산성염(카복실산)으로부터 가공된다. 이 가공으로 나오는 산물은 (레몬즙 또는 식초 등의 산성 용액과 섞어서) 베이킹 또는 청소용액에 사용이 가능하다.

## 같이 보기
- 타타르산